# 士農工商
士農工商（しのうこうしょう）または四民（しみん）は「国中のすべての人びと」といった意味合いの儒学的表現である。士農工商（四民）は、古代中国から用いられた言葉で、紀元前1000年頃には既に見られる。意味は、『漢書』食貨志上「士農工商、四民に業あり（士農工商、四民有業）」とあり、「民」の職業は4種類に大別され、これを連続して表記することで「老若男女」のように、あらゆる職業の民、つまり「民全体」または「みんな」といった意味で使われ、身分制度などを示してはいない。この言葉を取り入れた日本も同様である。昭和時代まで歴史教科書で江戸時代の身分制度と記述されてきたが、1990年代以降の近世史研究により、江戸時代に士農工商という身分制度や上下関係は存在しなかったことが実証的研究から明らかとなり、2000年代には「士農工商」の記述は文部科学省検定済教科書から削除された。

## 歴史

### 士農工商の発生と中国
士農工商とは中国の春秋戦国時代（諸子百家）における「民」の分類で、例えば『管子』匡君小匡には「士農工商四民者、国之石民也」と記されている。士とは周代から春秋期頃にかけてまでは都市国家社会の支配階層である族長・貴族階層を指していたが、やがて領域国家の成長に伴う都市国家秩序の解体とともに、新たな領域国家の統治に与る知識人や官吏などを指すように意味が変質した。この「士」階層に加えて農業・工業・商業の各職業を並べて「民全体」を意味する四字熟語になっていった。四民の順序は必ずしも一定せず、『荀子』では「農士工商」、『春秋穀梁伝』では「士商農工」の順に並べている。
なお、中国では伝統的に土地に基づかず利の集中をはかる「商・工」よりも土地に根ざし穀物を生み出す「農」が重視されてきた。商人や職人に自由に利潤追求を許せば、その経済力によって支配階級が脅かされ、農民が重労働である農業を嫌って商工に転身する事により穀物の生産が減少して飢饉が発生し、ひいては社会秩序が崩壊すると考えたのである。これを理論化したのが、孔子の儒教である。

### 日本における士農工商の導入
士農工商の概念は奈良時代までには日本にも取り入れられ、続日本紀卷第七では「四民の徒、おのおのその業あり」などと記されている。日本における「士」がいつごろ本来の意味から武士を意味するように改変されたかは明確ではないが、遅くとも17世紀半ばまでにはそのような用法が確立したと思われる。文献的証拠として、慶長8年（1603年）にイエズス会の宣教師が出版した『日葡辞書』と呼ばれる辞典には「士農工商」の項目が収録されており、また宮本武蔵『五輪書』（1645年）地之巻に「凡そ人の世を渡る事、士農工商とて四つの道也。（中略）三つには士の道。武士におゐては、道さまざまの兵具をこしらゑ、（後略）」といった用例がある。

### 近世日本の士農工商

#### 兵農分離
異説もあるが、徒士や足軽の多くが武装した農民から発生したものであるため、「士」と「農」の違いはかなり曖昧なものであった。その転換期は戦国時代後期である。天正9年（1582年）頃から始まった太閤検地や天正16年（1588年）の刀狩によって、それまで比較的流動性があった武士と百姓が分離され、その職業（身分）が固定化されるようになった。
こうした兵農分離政策は江戸時代に強化され、職業は世襲制となった。また、「士」（武士）が「四民」ではなく支配者層として他の四民（三民）より上位に置かれ政治を行う階級とされ、苗字帯刀、切捨御免などの特権が認められ、髷の結い方、服装などに差異が設けられ、士分とそうでないものの結婚は禁止された。しかしながら、江戸時代中期頃になると貨幣経済や産業の発達により、商人が政治・経済に強い影響力を持つようになり、大名貸のように武士が経済的に商人に依存するようになった。このため商人には町人でありながら扶持米や士分など武士身分並の待遇が与えられる者もいた。

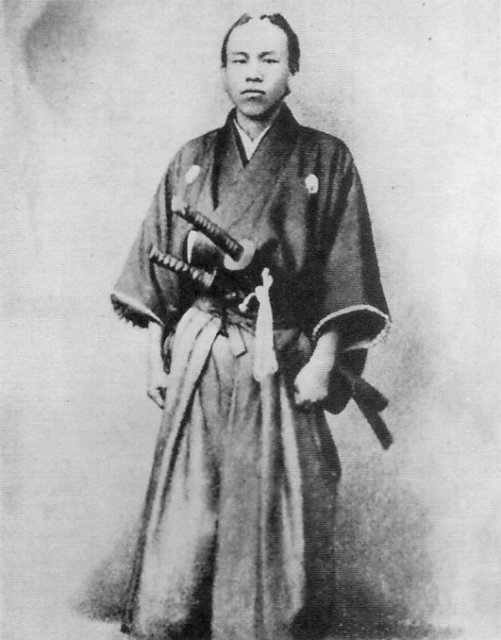
大隈重信（幕末の武士（佐賀藩士、志士）

これに類する立場として、医師の存在があげられる。尾張藩の人見黍（弥右衛門）が、「医師は素より四民の内なれど、今は別の物なり。商人の外、医ほど利の多きものはなし」（『太平絵詞』）と記したように、医師に対しては通常の四民にはない特権が認められていた。例えば、『武家諸法度』によって、上級武士以外に自由に乗ることが許されなかった駕籠の利用を、僧侶と医師に関しては例外として認められていた。更に農民や商人の子弟でも、医師のもとで医学を学び領主の許可を得れば開業が可能であり、その能力が優れていれば、幕府や藩に召し抱えられて、下級武士並の待遇が与えられることも多くあった。
さらに藩の召し抱えで、職人が昇格することも多くあった。例として田中久重が挙げられる。

#### 江戸時代の身分体系
上記のように、士農工商の職業概念は、実際の身分制度とは大きく異なっている。
江戸時代の諸制度に実際に現れる身分は、「士」（武士）を上位にし、農、商ではなく、「百姓」と「町人」を並べるものであった。また「工」という概念はなく、町に住む職人は町人、村に住む職人は百姓とされた。この制度では、百姓を村単位で、町人を町単位で把握し、両者の間に上下関係はなかった。しかし百姓・町人身分は「平人」身分としてくくられ、「平人」が武士になることは多くなく、また、「平人」が「えた」「ひにん」などになることはめったになかった。

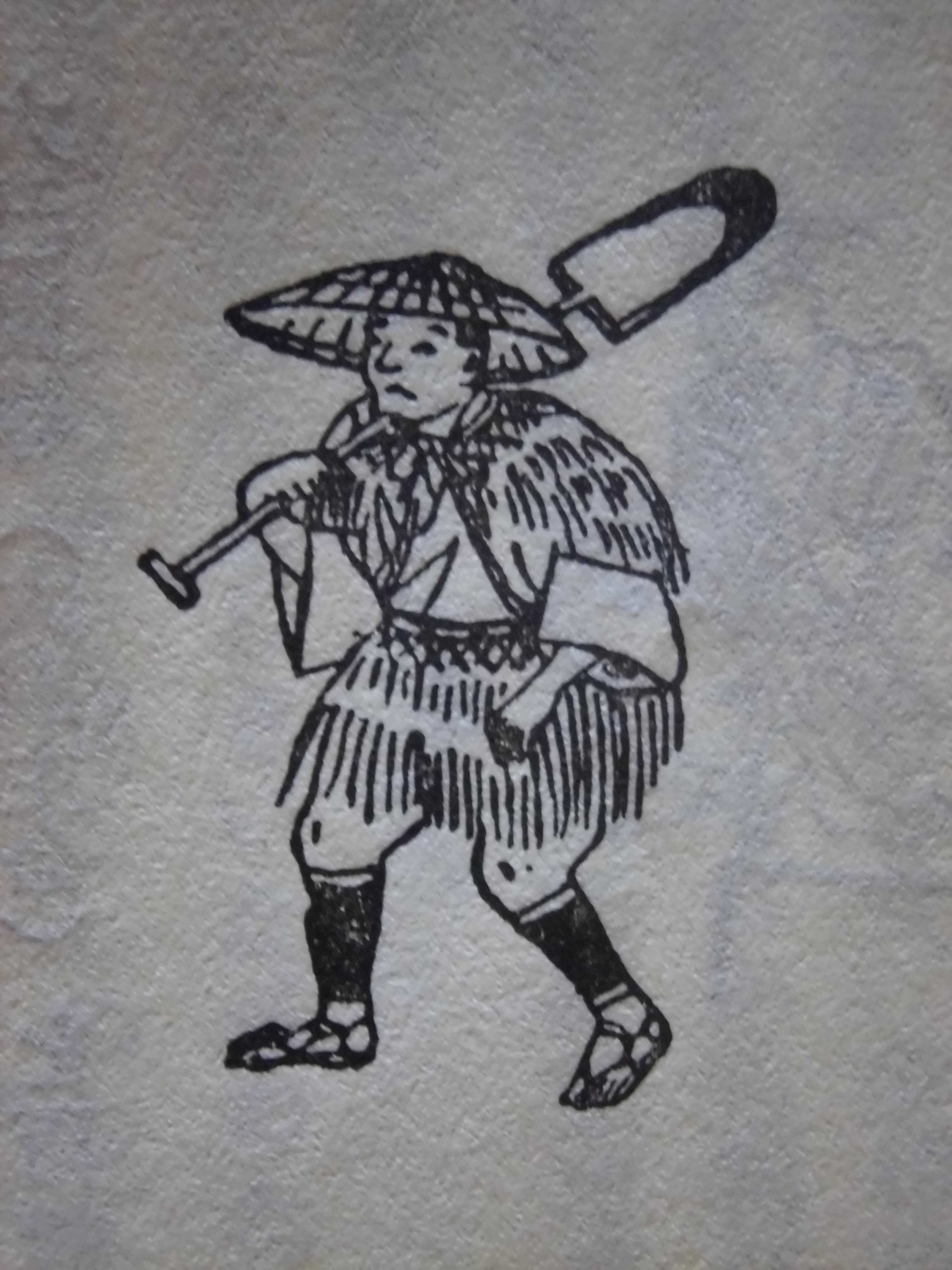
百姓（俗に農人という）
（『和漢三才図会』（正徳2年（1712年）成立）より）

「穢多」「非人」などと呼ばれた人々は、公家や武士はもちろん百姓や町人からも一線を画されており、彼らは「人外」、すなわち同じ人間ではないかのようにみられ、人づきあいから「排除」されていたが、身分制度上の分類であり人別帳の枠内にある。
なお、百姓の生業は農業に限られるものではなく、海運業や手工業などによって財を成した者も多くいた。このような風潮に対し、天保の改革最中の天保13年（1842年）9月の御触書には「百姓の余技として、町人の商売を始めてはならない」という文があり、併せて農村出身の奉公人の給金に制限を設けているが、これは農業の衰退に繋がる事を危惧した江戸幕府の対応策であったと考えられる。つまり、江戸時代における百姓とは農業専従者である「農人」ではなく商人、職人を含む農村居住者全般を意味する言葉であったのである。このように、実際の江戸時代の身分制度は士農工商の職業概念から著しく乖離していた。
およそ、江戸時代の身分制度は、全体としては、武士・平人・賤民の三つの身分層で成り立っていたとされる。また、熊本藩のように、時代や地方によっては「士」・「農」・「商（工・商）」の間にある程度上下身分的関係が存在し、藩が藩経済の根本として農業を重視し、百姓を本業に専念させるために「農」と「商」の政策的区別を意図して行って区別し、「農」を「商」より上位に位置づける配慮がなされ、その結果、「根本、商売ハ農より賤物」と言わしめるに至るなど、明確に身分区分が存在した藩もあった。

#### 身分移動
江戸時代の職業は世襲が原則とはいえ、百姓（本百姓、村に存在する家の上位1/5~1/3）と武士の士分の下層（徒士）や卒の足軽との身分移動もあった。ただし、武士の士分の中層・上層（侍）には身分移動は一部を除いてはほとんどなかった。身分移動の手段としては、以下の方法が採られた。
- 養子縁組・婿養子（婿入り）
- 御家人株の買得。
- 武家奉公人からの登用。
- 用人としての雇用。渡り用人。新渡戸稲造の祖父もこれを使い藩の人間に戻り、用人として仕えるようになる。
- 帰農。

幕末・明治維新以降、佐幕側についた侍（藩士）は豪商や庄屋に婿養子（婿入り）した者もいた。徒士や足軽と百姓上層（本百姓）との間にある程度の流動性があることに着目し、この階層を（「身分的中間層」徒士、足軽、本百姓）と呼ぶ考え方もある。この他、百姓が苗字帯刀の特権や「士分格」という格式を得ることがある。しかし、この特権・格式は必ずしも武士化ではない。また、士分とその他の身分の間の通婚は禁じられていたが、養子縁組によりこれを回避することができた。
例外的な身分移動や同身分(百姓)間の職業移動を根拠に、江戸時代にある種の「自由」を見る考え方もあるが、身分制度は、枠組みとしては強固であり、個別の事例において、ある程度の流動性を前提にした柔軟性を有するシステムと評価される。身分移動の存在は、身分制度の弛緩や形骸化を意味しているわけではない。個別の事例をもとに、身分制度の強固さを否定しようとする論説も存在するが、それは誤りである。

### 日本における士農工商の終焉
明治時代になると、近代国家へ脱皮するためには中世封建制社会の身分制度を破棄することは避けて通れないと考えられ、明治政府により江戸時代の身分制度が廃止され四民平等（しみんびょうどう）の政策が採られることになった。ただし、支配階層には華族・士族の称号が付与され、戸籍に明記された。
「華族」は、堂上家と大名を主として付与され、「士族」は、華族とされなかった武士と大部分の地下家（後に世襲の足軽も編入）に付与された。また、「卒族」は、足軽を主として一時的に付与されたが、極短期間で廃止された。
百姓・町人を始めとする上記以外の諸身分（後に非世襲の足軽も編入）は、一括して「平民」とされた。しかし、ここで注意しなければならないのは「賤民」の扱いである。賤民も平民に組み入れられたが、"四民"からは反発する者が続出し岡山県では旧賤民の平民扱いに反対する一揆も起きた。このため「新平民」という用語が自然発生的に生まれた。
平民以外の特権身分のうち、比較的人口の多い士族は早々に特権を失い、平民とは戸籍表記上の違いしかなくなった。華族は国家から公法上の特別待遇が与えられたが、その所帯数は最終的には1000家程度であった。天皇皇族以外の身分制は日本国憲法の施行によって廃止されたが、天皇皇族は戦後日本の憲法には「日本国憲法 第１章 天皇 第１条 天皇は、日本国の象徴であり日本国民統合の象徴であって、この地位は、主権の存する日本国民の総意に基づく。」と名を留めている。
また、既得権益は恵まれた階層が持っているものとも限らない（既得権益を参照）。

## 後世のイメージ
歴史学者の朝尾直弘は、士と農工商の間には相当な身分的格差があり、農工商の三つについては、ほぼ同列であり、これを平民あるいは平人として一括し、その下にいわゆる「穢多・非人」と呼ばれた階層が存在したとしている。また、大まかな線、区別は士と農工商、農工商とその下の「穢多・非人」との間にあった、との見解を示している。
田中圭一は、「本来、士・農・工・商は職分であり、そのような職分を身分制度として説明すること自体が馬鹿げているのであるが、書物は今もそれを変えることをしない」と述べている。
漫画家で江戸風俗研究家だった杉浦日向子は、江戸時代の武士に人の上に立つという意識はなく、庶民層も「士農工商」という言葉に馴染みがなく、横一列の分業感覚だったと述べて、維新後の明治政府が、国定教科書を使って「士農工商」という四字熟語を普及させたと指摘している。
穢多・非人については、従来は一般民衆と比べて「下」や「最底辺」の存在とされていたものが、現在では一般民衆とは別個の存在として扱われ社会的差別を受けたと記述されている。東京書籍の中学校歴史教科書では、支配身分の武士が名字・帯刀の特権を持ち、百姓や町人は税金を納め一部の地主は行政にも参加出来たが、えた・ひにんに対しては住居・職業・服装・交際などに厳しい差別的制限が課されたと記述されている。大阪書籍の中学校歴史教科書には、武士は際立って高い身分であり、えた・ひにんの中には罪人の処刑や芸能者として活躍する者がいたものの、百姓・町人からは疎外され居住地や交際関係や服装で厳しい制限を受け、それぞれの身分は原則として親子代々受け継がれたと記述されている。

### 斎藤洋一の学説
信州農村開発史研究所で部落差別を研究している斎藤洋一は、江戸時代の身分制度を考察するには、支配層の武士階級と被支配層の平人（百姓・町人・えた、ひにん）という分け方と、社会の営みの中にいる「武士・百姓・町人」と社会から排除されていた「えた・ひにん」という二通りの分類で捉える必要があるとしている。
斎藤は、上下関係だけで評価すれば「百姓・町人・えた、ひにん」は、皆等しく武士に支配された身分であり、社会的交流や人間づきあいという意味では「武士・百姓・町人」と違って「えた・ひにん」は、明確な差別を受けていたとする。また、えた・ひにんの生活は、その全てが悲惨なものでなく、死体処理や皮産業や医療等の形式で社会に参加し、中には経済的に豊かになった者もいたが、仮に豊かになっても商取引の際に、相手がえた・ひにんである事が知られると忌避されたり、えた・ひにんの分際で経済的に豊かになる事自体が分不相応であるとして、周囲から活動を抑圧されるなどの事例があったとしている。
斎藤は、差別の発生は、江戸幕府の政策のみに原因があるのではなく、江戸以前の中世から既に存在した、血や死などの「ケガレ」に関わる職業の人間への畏怖や畏敬といった感覚が、一般民衆の間で徐々にマイナスの差別意識へと変貌していった事も、原因だったという見解を述べている。

## 差別用語としての「士農工商」
「士農工商穢多非人」の語は江戸時代には存在しなかったとされており、明治7年（1874年）に初めて使用されて以後、昭和初期の融和教育の中で頻繁に使われるようになったと考えられているが、「士農工商○○」（○○の部分には「芸能人」「予備校生」「アナウンサー」などの語が入り、しがない身分を自嘲的に表現するのに使う）との表現は部落差別の深刻さを茶化すことにつながるという主張から、1980年代以降は部落解放同盟の糾弾を受けるようになり、放送禁止用語として扱われている。具体的には、以下の糾弾事例がある。

### TBS糾弾事件
1981年8月6日のTBS系のテレビドラマ『虹色の森』（毎日放送制作）に「士農工商、その下がうちだよ」との台詞が登場。これに対し、広島や熊本の部落解放同盟関係者が怒鳴り込んだ。これ以後、部落解放同盟中央本部はこの種の表現を軒並みに糾弾するようになった。

### 週刊文春糾弾事件
『週刊文春』1985年5月9日号に、筒井康隆による「士農工商SF屋」との表現が掲載されると、部落解放同盟が抗議。筒井は「多種多様な業界で自嘲的に使われている成句であり、その限りにおいて部落差別の隠喩にもなりえない」と突っぱねたが、文藝春秋は部落解放同盟に謝罪した。
その後、部落解放同盟の小林健治から筒井に「週刊文春とは話がついたが、あなたとはまだついていない」との電話があった。「話をつける」とはこの場合あきらかに「詫びさせる」という意味だったので、筒井は話し合いを断った。すると部落解放同盟の小林健治は「この電話は個人の資格で言っているのではなく、背後には部落解放同盟20万の人間がいる」と言った。
この言葉に逆上した筒井は、思わず「20万が200万であろうと」云々と怒鳴りあげ、後になってからそのことを大人げない行為と反省しつつも「これはやはり先方の言い方に問題があるので、この言い方をされたら、たいていの者は脅えるか怒るかなのだ」と、部落解放同盟にも反省を促している。
この一件につき、野町均は「差別表現をネタに、背後には部落解放同盟20万の人間がいると恫喝めいたことを口にするような姿勢が、どれほど堕落したものであるかは、おのずと明らかであろう」と喝破している。

### 阿久悠糾弾事件
『東京新聞』1984年12月10日付に掲載された連載「この道」第35回で、阿久悠が広告代理店勤務時代にテレビ局の社員たちから屈辱的な扱いを受けた思い出に触れ、「番組ディレクターは帝王だった。それに比べて、広告代理店は自ら士農工商代理店と嘲るほど立場が弱かった」と書いた。これに対し、部落解放同盟東京都連合会は、作者の意図にかかわらず「差別表現」であると抗議し、阿久悠を謝罪に追い込んだ。

### 電通事件
電通発行の週刊紙『電通報』1996年9月16日付に掲載された連載コラム「シリーズ・広告自分史<8>」に「士農工商代理店、われら車夫馬丁でござんす」との表現が登場（筆者は愛媛新聞社会長の松下功）。これに対して電通は同紙を即刻回収し、謝罪声明を発表すると共に、問題の表現を差し替えた第二版を発行。翌9月17日には部落解放同盟中央本部に電通みずからが連絡して詫びを入れ、1997年4月8日には電通の花岡専務が組坂繁之に面会して謝罪文を手渡し、一件落着となった。このほか、問題の記事の筆者である松下功が1997年2月17日に部落解放同盟中央本部を訪れ、頭を下げた。

### 佐賀新聞社糾弾事件
1997年3月、佐賀新聞社社長の中尾清一郎が、佐賀市におけるシンポジウムで「佐賀というのは福岡から下にみられ、福岡人が士農工商の商であれば、佐賀は穢多非人」と発言。これが差別発言として問題視され、部落解放同盟佐賀県連合会が中尾を糾弾し、謝罪に追い込んだ。一方、部落解放同盟と対立する全国部落解放運動連合会九州地協は「部落差別発言ではない」「比喩として不適切だっただけ」との見解を発表し、糾弾会に出席しないよう中尾に促した。

### サイゾーとAV監督への糾弾事件
『サイゾー』2016年8月号における安達かおるの発言「結局、僕は職業カーストの、昔で言えば「士農工商えた非人」の最底辺なんですよ。AV業界にも職業カーストは厳然としてあって、その中でもスカトロなんて撮ってるのは最底辺だしね」が部落解放同盟から問題視された。2016年11月5日、サイゾーの代表取締役と編集長と広告部長と安達監督などが部落解放同盟中央本部に呼び出され、反省文を提出させられた。

## 士農工商を扱った作品

### 音楽
四つの民
文化文政の頃、京都で活躍した盲人音楽家松浦検校作曲の手事物地歌、箏曲。士農工商を春夏秋冬に当てはめ、順次それぞれの美点を讃える歌詞。中間に長い手事があり、三味線の技法も凝っており、複雑な転調と共に演奏の難しい曲とされる。松浦の「四つ物（四大名曲）」の一つとされる。箏は八重崎検校の手付け。
士農工商を春夏秋冬に当てはめるのは五行思想と関連していると思われるが、四季という循環性のあるものになぞらえ、順次並列させている。

## 備考
- 近世期の『和漢三才図会』（上 寺島良安 東京美術）のカテゴリーでは、「武士」「農人（のうにん）」「工匠（たくみ）」「商人（あきんど）」「儒士」と表記され、「○民」とは記されていない。明治7年（1874年）、西郷隆盛が大山厳に返した手紙にも自らを「当今は全く農人となりきり」とあり、農民という表記ではない[24]。
- 近世軍記物の『土佐物語』巻第二において士農工商は次のように説明されている。「これ（農工商の三民）を天下の三宝という。三宝乱るを盗賊という。その盗賊を征罰する者を士（さむらい）というなり」「士と三民とはその道大きに替われり。武士は国家を護持するを道とし、弓矢を業とす。安楽に住する身に非ず」と記述している。また、第十七「朝鮮王子帰郷の事」には、「およそ人、職を替え、業を改むるといえども、七代まではその本の気あり」という諺が記述されており、根本的な気質まではすぐには変わらないという認識がみられる。